# Марія Леопольдіна Австрійська
Марія Леопольдіна Австрійська (нім. Maria Leopoldine von Österreich, при народженні Кароліна Леопольдіна Йозефа Австрійська, нім. Caroline Leopoldine Josepha von Österreich; 22 січня 1797 — 11 грудня 1826) — ерцгерцогиня Австрійська з династії Габсбургів, донька імператора Австрії Франца I та неаполітанської принцеси Марії Терезії, дружина імператора Бразилії та короля Португалії й Альгарве Педру I, матір імператора Бразилії Педру II.
Регентка Бразилії у 1822 році, під час поїздки чоловіка до Сан-Паулу.

## Біографія

### Ранні роки
Леопольдіна народилася 22 січня 1797 у віденському палаці Шенбрунн. Вона була п'ятою дитиною та четвертою донькою останнього імператора Священної Римської імперії Франца II та його другої дружини Марії Терезії Неаполітанської. Дівчинка мала старшого брата Фердинанда та сестер Марію Луїзу та Кароліну Людовіку. Ще одна сестра померла немовлям до її народження. Згодом родина поповнилася сімома молодшими дітьми, з яких дорослого віку досягли четверо.

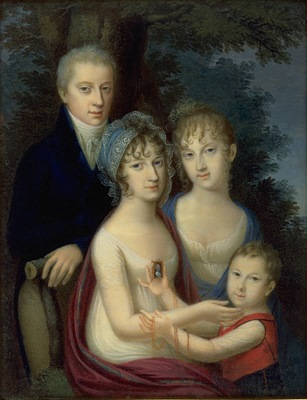
Леопольдіна з мачухою та братами, портрет Еміля де Жерара

Леопольдіна, яку в родинному колі, ласкаво кликали Польді, була вихована згідно освітніх традицій свого діда Леопольда II. Головним вважалося прищепити молоді дисципліну, благочестя та відчуття обов'язку. Юна ерцгерцогиня, окрім іншого, вивчала малювання, гру на фортепіано, французьку та італійську мови, латину, верхову їзду та мистецтво полювання.
Коли її було 10, померла її мати. Батько невдовзі одружився із Марією Людовікою Моденською, яка стала дітям турботливою мачухою. У Леопольдіни склалися із нею теплі стосунки і вона називала її «духовною матір'ю». У 1810 році вона супроводжувала Марію Людовіку на води до Карлсбаду, де дамам був представлений Гете.
У 15 років Леопольдіну змальовували як справжню представницю династії Габсбургівː блакитнооку білявку із великою нижньою губою. В той час вона з радістю доглядала свого малого небожа Франца-Наполеона.
У вересні 1816 року було оприлюднене бажання кронпринца Сполученого королівства Португалії, Бразилії й Алгарве Педру Браганца взяти шлюб із австрійською ерцгерцогинею. Канцлер Меттерніх подав пропозицію кандидатури Леопольдіни. Імператор Франц був не в захваті від перспективи шлюбу доньки із португальцем, який був відомий аморальною поведінкою, однак зрештою дав згоду. Леопольдіна, в свою чергу, побачивши нареченого на портреті, оцінила його «вродливим як Адоніс».
Ерцгерцогиня почала вивчати португальську мову, а також історію та географію майбутньої батьківщини. Завдяки гарним здібностям до вивчення мов, це давалося їй досить легко.

### Шлюбне життя
13 травня 1817 року, в день народження короля Португалії Жуана VI, у церкві Святого Августіна у Відні відбулося укладення шлюбу за довіреністю між Леопольдіною та Педро. Нареченого представляв дядько Леопольдіни, Карл Тешенський. 3 червня ерцгерцогиня зі свитою виїхали до Флоренції, куди дісталися за два тижні. Через Пернамбуканську революцію португальський флот запізнювався і прибув до Ліворно лише 24 липня.
15 серпня ерцгерцогиня відпливла з Ліворно до Бразилії. Перед нею були відправлені ще два судна із меблями, одягом та предметами мистецтва. По прибуттю, 20-річна Леопольдіна повінчалася із 19-річним кронпринцем Педру. Церемонія пройшла 5 листопада у Королівській каплиці міського палацу Ріо-де-Жанейро.
Спочатку чоловік здався Леопольдіні вишуканим джентльменом, проте з часом виявилося, що він має імпульсивний холеричний характер і не є надто освіченим. Навіть просте спілкування між подружжям було ускладнене: Педру ледве володів французькою, а португальською розмовляв вульгарно. Леопольдіну португальці вважали гарною обличчям та товстою. Барон Ешвег, відомий мінералог, який тоді перебував у Бразилії, окрім спостережень щодо різниці темпераментів подружжя зауважував, що бразильський двір є нудним і нікчемним у порівнянні з європейськими.
Під час медового місяця кронпринцеса супроводжувала чоловіка на полюваннях. Оселилися молодята у палаці Сан-Крістован, зайнявши шість кімнат. Внутрішнє подвір'я та шлях до стаєнь були ґрунтовими, тому ливні перетворювали їх на багнюку. Скрізь були численні комахи, від високої вологості важкий одяг покривався цвіллю. У подружжя народилося семеро дітей.
Проте, Марія Леопольдіна продовжувала цікавитися наукою, захоплювалася ботанікою та мінералогією, спілкувалася із вченими. 

### Імператриця

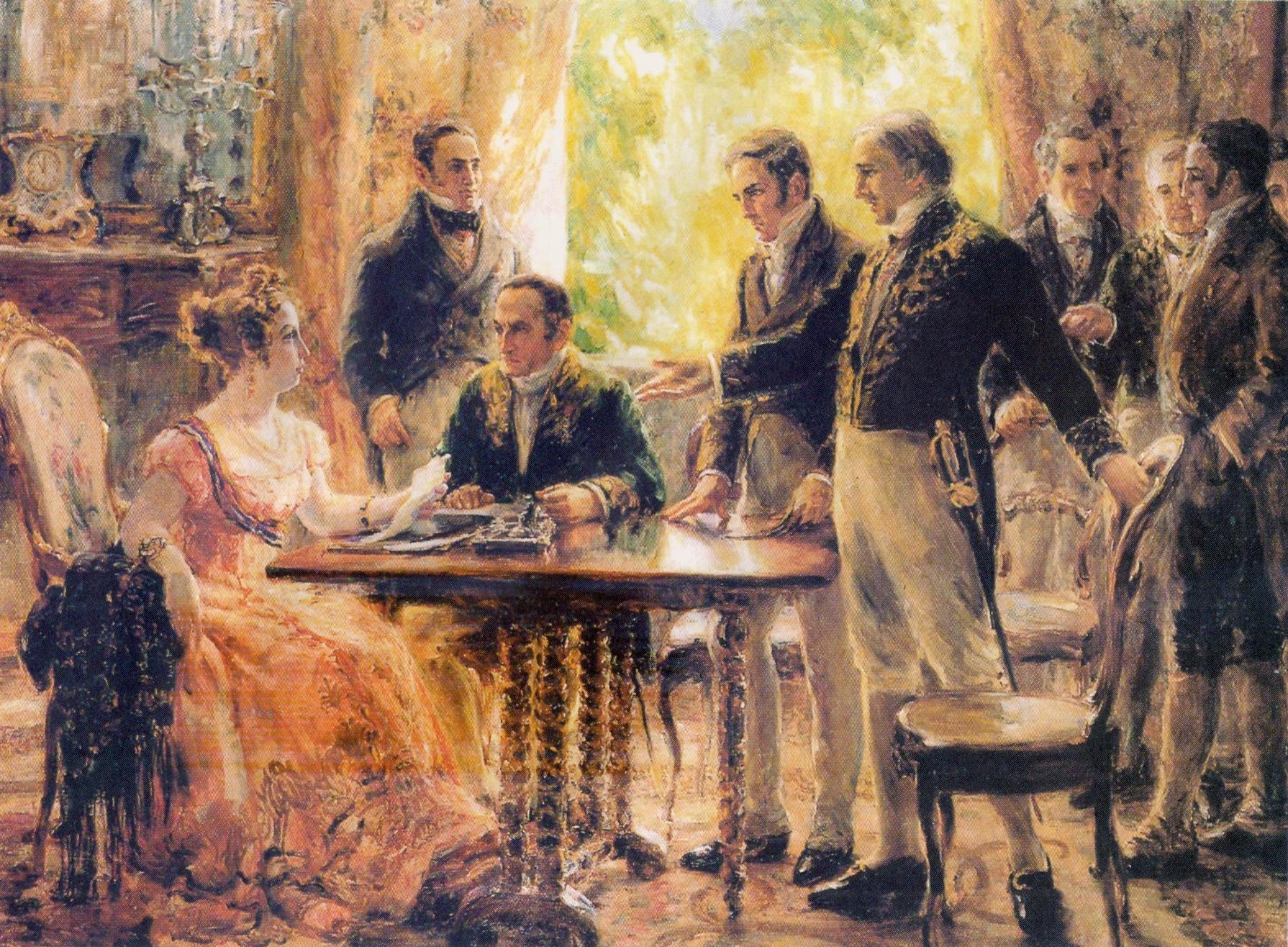
Марія Леопольдіна на засіданні Державної ради 2 вересня 1822 року

У квітні 1821 році король Жуан VI Клемент повернувся до Португалії. Педро залишився у Бразилії, маючи широкі повноваження. Леопольдіна тепло ставилася до бразильців і навіть бажала незалежності для них, за що була любима та шанована народом.
У серпні 1822 року Педро аби владнати політичні справи вирушив до Сан-Паулу, призначивши Леопольдіну регенткою. Вісті з Португалії, отримані в його відсутність, свідчили, що юридичне становище Бразилій має погіршитися найближчим часом, а самого Педро відкликають до Лісабону. Проконсультувавшись із міністром Жозе Боніфаціо ді Андраді і Сілва, кронпринцеса скликала Державну раду, яка 2 вересня підписала указ про незалежність Бразилії. Чоловікові Леопольдіна надіслала листа, де радила йому невідкладно проголосити рішення уряду, образно висловлюючись «Фрукти готові, пора зібрати». 7 вересня, після отримання листа, Педро проголосив незалежність Бразилії.
Завдяки своїй освіченості, Леопольдіна мала великий вплив на чоловіка та політичне життя. Педру радився із нею за усіма державними питаннями.
Перші роки шлюбу, які були досить гармонійними, змінили стосунки Педро із бразильянкою Домітільєю де Кастро, з якою він познайомився у 1822 році. Наступного року він придбав їй будинок у столиці та призначив її першою фрейліною дружини. У 1824 році Домітілья народила йому доньку Ізабель, а у 1825 —сина Педро, який прожив лише кілька місяців. Після цього імператор надав коханці титул віконтеси. Леопольдіна дуже важко переживала захоплення чоловіка і багато хто був певен, що ревнощі значно вкоротили їй віку.
Після смерті Жуана VI у березні 1826 року Педру став королем Португалії. Леопольдіні бути королевою довелося недовго. У грудні того ж року, після перенесеної гарячки, у імператриці трапився викидень і вона померла за кілька днів. Її поховали в жіночому монастирі Ажуда на місті теперішньої площі Сінеландія. У 1911 році прах було перенесено до монастиря Святого Антонія у Ріо-де-Жанейро. У 1954 році вона знайшла останній спочинок у мавзолеї Імператорської каплиці під пам'ятником Іпіранга в Сан-Паулу.
У 1829 році Педро взяв другий шлюб із принцесою Амелією де Богарне, віддаливши заради цього Домітілію де Кастро від двору.

## Родина

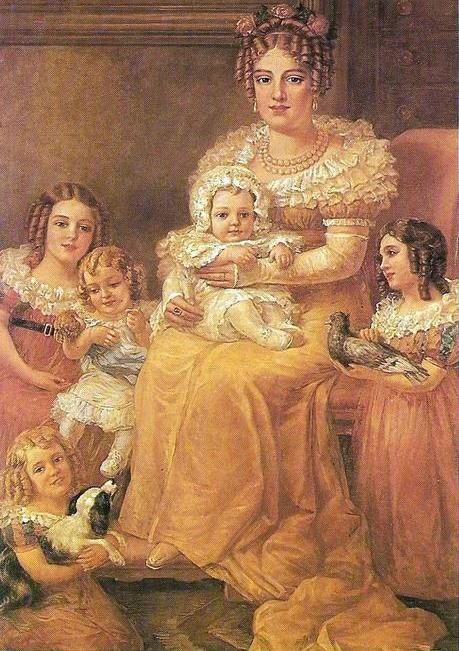
Марія Леопольдіна із дітьми на портреті Доменіко Файлутті, 1921

Чоловік — Педру I, імператор Бразилії
Дітиː
- Марія (1819—1853) — королева Португалії у 1834—1853 роках, була двічі одружена, мала дев'ятеро дітей;
- Мігель (26 квітня 1820) — помер після народження;
- Жоан Карлос (1821—1822) — прожив 11 місяців;
- Жануарія (1822—1901) — дружина принца Бурбон-Сицилійського Луїджі, мала четверо дітей;
- Паула (1823—1833) — прожила 9 років;
- Франсішка (1824—1898) — дружина французького принца Франсуа Орлеанського, мала двох дітей;
- Педру (1825—1891) — наступний імператор Бразилії у 1831—1889 роках, був одруженим із принцесою Бурбон-Сицилійською Терезою Крістіною, мав четверо дітей.

## Нагороди
- Орден Святої Ізабелли (Португалія);
- Орден Зіркового хреста (Австрійська імперія);[3]
- Орден Королеви Марії Луїзи № 169 (Іспанія) (30 березня 1818).

## Титули
- 22 січня 1797—11 серпня 1804 — Її Королівська Високість Ерцгерцогиня Марія Леопольдіна Австрійська;
- 11 серпня 1804—6 листопада 1817 — Її Імператорська та Королівська Високість Ерцгерцогиня та Імперська Принцеса Марія Леопольдіна Австрійська; Королівська Принцеса Угорщини та Богемії;
- 6 листопада 1817—12 жовтня 1822 — Її Імператорська та Королівська Високість Королівська Принцеса Сполученого Королівства Португалії, Бразилії та Алгарве, Герцогиня Браганса, Ерцгерцогиня та Імперська Принцеса Австрії, Королівська Принцеса Угорщини та Богемії;
- 12 жовтня 1822—10 березня 1826 — Її Імператорська Величність Імператриця Бразилії;
- 10 березня 1826—2 травня 1826 — Її Імператорська та Найвірніша Величність Імператриця Бразилії, Королева Португалії та Алгарве;
- 2 травня 1826—11 грудня 1826 —Її Імператорська Величність Імператриця Бразилії.

## Кіновтілення
- У бразильській історичній драмі «Незалежність або смертьǃ» 1972 року режисера Карлоса Коімбри Леопольдіну зіграла Кейт Хансен;
- У бразильському міні-серіалі «Маркіза де Сантос» 1984 року імператрицю зіграла Марія Паділья;
- У бразильському комедійному міні-серіалі «П'яте пекло» 2002 року режисера Вольфа Майї імператрицю зіграла Еріка Евантіні;
- У бразильській теленовелі «Новий Світ» 2017 року Леопольдіну зіграла Летиція Колін.

## Вшанування пам'яті
- У 1824 році на честь імператриці було названо род leopoldinia сімейства пальмових, відкритий Карлом фон Марціусом в ході експедиції до Амазонії, яку фінансував імператор Франц I.
- У 1860 році на честь Марії Леопольдіни було названо муніципалітет Санта-Леопольдіна в провінції Еспіриту-Санту в Бразилії.
- Погруддя Марії Леопольдіни встановлене у Петрополісі.[4]
- Пам'ятник імператриці встановлено у Ріо-де-Жанейро.[5]